# Haus Neuland
Haus Neuland ist eine Einrichtung der Jugend- und Erwachsenenbildung in Bielefeld. Träger ist ein gemeinnütziger Verein.
Anerkannt nach dem Weiterbildungsgesetz Nordrhein-Westfalens und gefördert durch die Landes- und Bundeszentrale für politische Bildung führt Haus Neuland etwa 200 Seminare und Workshops jährlich durch. Damit gehört Haus Neuland zu den größten Einrichtungen der politischen und beruflichen Bildung in Deutschland.
Das Gelände von Haus Neuland liegt in der Senne am Südhang des Teutoburger Waldes teilweise im Naturschutzgebiet Menkhauser Bachtal mit Schopketal im Bielefelder Ortsteil Sennestadt direkt an der Grenze zu Oerlinghausen. 2017 wurde bei Haus Neuland das Römerlager Bielefeld-Sennestadt entdeckt.

## Inhaltliche Schwerpunkte
Schwerpunkt ist die politische Bildung, insbesondere die Jugendbildung. Haus Neuland will soziale Werte vermitteln, das demokratische Bewusstsein und politische Urteilsfähigkeit schärfen, das Interesse für politische und gesellschaftliche Zusammenhänge stärken, berufliche Kompetenzen erweitern und Raum für Persönlichkeitsentwicklung geben.
Neben eigenen Veranstaltungen steht Haus Neuland für externe Tagungen, Seminare und andere Begegnungen offen.

## Geschichte
Ab Ende der 1920er Jahre fanden in der Bielefelder Sennelandschaft die ersten Zeltlager der Falken und der Sozialistischen Arbeiterjugend statt. 1932 wurde ein großes Jugend-Zeltlager nach dem Prinzip der Sozialistischen Kinderrepublik (Kurt Löwenstein) auf dem heutigen Gelände veranstaltet. Das Lager war in zwei Dörfer aufgeteilt, eines dieser Dörfer hieß „Neuland“. Das Gelände und die darauf errichtete Baracke wurden 1933 durch einen zum Schein unterzeichneten Erbbaurechtsvertrag dem Zugriff der Nazis entzogen. Auf dem Gelände zogen sich die Aktivisten der Reichsarbeitsgemeinschaft der Kinderfreunde und der Sozialistischen Arbeiterjugend während der Nazi-Zeit zurück und veranstalteten illegale Treffen.
Ab 1947 wurden die ersten Zeltlager nach dem Krieg durchgeführt. Elfriede Eilers war bei der Grundsteinlegung des „Lila Hauses“ dabei und hatte wesentlichen Anteil an der weiteren Entwicklung von Haus Neuland. 1949 wurde das Lila Haus eingeweiht. Es gilt als Stammhaus von Haus Neuland und wird heute als Selbstversorgerhaus betrieben.
Das heutige Rote Haus und die heutige Blaue Halle wurden als Jugendbildungs- und Freizeitstätten eingeweiht. Sie wurden mit einem Zuschuss durch die Regierung unter dem sozialdemokratischen Ministerpräsidenten Fritz Steinhoff finanziert. Dies ging auf die Initiative des SPD-Bezirksvorsitzenden Emil Groß zurück, der zugleich Verleger der Freien Presse war. Träger dieses Hauses war der Verein Kinderfreunde, dessen erster Vorsitzender wiederum Emil Groß wurde.
Mittlerweile besteht Haus Neuland aus einem großen Gebäudeensemble. Das Gelbe Haus, das Grüne Haus und das Rote Haus bilden zusammen mit einem Eingangsbereich und einer Tagungshalle von etwa 300 m² das heutige Seminar- und Tagungszentrum. Mit 20 Seminarräumen, etwa 187 regulären Betten und einer Mensa kann Haus Neuland mehrere Seminargruppen parallel sowie Jahrgangsstufen gleichzeitig beherbergen.

## Vorstand
Der ehemalige NRW-Wirtschaftsminister Axel Horstmann ist Vorsitzender des Trägervereins. Er folgte Ute Schäfer, die von 2001 bis 2007 Vorsitzende war. Weiteres Mitglied des Vorstands ist u. a. Marlies Stotz.

## Mitgliedschaften
Haus Neuland ist Mitglied im Arbeitskreis deutscher Bildungsstätten e.V., im Arbeitskreis der Bildungsstätten und Akademien in NRW e.V., in der Landesarbeitsgemeinschaft Demokratischer Bildungswerke, im Verband der Bildungszentren im ländlichen Raum sowie dem Netzwerk für politische Bildung in der Bundeswehr. Haus Neuland ist Sitz der Geschäftsstelle der Arbeitsgemeinschaft Demokratischer Bildungswerke e.V.

## Herausgeberschaft
- Werkstattberichte